# Som jordgubbarna smakade...
Som jordgubbarna smakade... er et livealbum af Joakim Thåström, indspillet og udgivet i 2012 af Razzia/Sony.  Albummet omfatter tillige en live-dvd, der indeholder optagelserne fra Thåströms koncerter i Cirkus Stockholm den 28. februar 2012 og Sentrum Scene i Oslo 17. marts samme år under turnéen for albummet Beväpna dig med vingar. 
Musikken fra koncerten i Stockholm (men ikke fra Oslo) indgår på CD'en. Som jordgubbarna smakade... er Thåströms første live-dvd.
Albummet er endvidere udgivet som et dobbelt vinyl-album i LP-format.
Titlen på albummet er hentet fra en linje af teksten fra sangen "Samarkanda" på albummet Beväpna dig med vingar. En stor del af sangene på CD'en og DVD'en er liveudgaver af albummet Beväpna dig med vingar, der netop var udgivet ved koncerterne, men der er tillige medtaget en række sange fra lidt ældre album, herunder to udgaver af Imperiets "Du ska va president" samt "Rock 'n' Roll e död"

## Trackliste DVD
1. "Beväpna dig med vingar" (Cirkus)
2. "Kärlek är för dom" (Cirkus)
3. "Miss Huddinge ´72" (Cirkus)
4. "Dansbandssångaren" (Oslo)
5. "Aldrig nånsin komma ner" (Oslo)
6. "Nere på Maskinisten" (Cirkus)
7. "Ingen neråtsång" (Cirkus)
8. "Smaken av dig" (Oslo)
9. "Kriget med mej själv" (Cirkus)
10. "Främling överallt" (Oslo)
11. "Axel Landquists Park" (Oslo)
12. "Låt dom regna" (Cirkus)
13. "Kort biografi med litet testamente" (Oslo)
14. "Vacker död stad" (Cirkus)
15. "St Ana katedral" (Cirkus)
16. "Samarkanda" (Cirkus)
17. "Ingen sjunger blues som Jeffrey Lee Pierce" (Oslo)
18. "Rock´n´Roll e död" (Oslo)
19. "Du ska va president" (Cirkus)
20. "Fanfanfan" (Oslo)
21. "Sønder Boulevard" (Cirkus)
22. "St Ana Katedral" (Oslo)
23. "Du ska va president" (Oslo)

## Trackliste CD
1. "Beväpna dig med vingar"
2. "Dansbandssångaren"
3. "Axel Landquists Park"
4. "Kort biografi med litet testamente"
5. "Du ska va president"
6. "St Ana katedral"
7. "Ingen neråtsång"
8. "Fanfanfan"
9. "Främling överallt"
10. "Miss Huddinge ´72"
11. "Kriget med mej själv"
12. "Vacker död stad"

## Trackliste vinyl (LP)

### Side 1
1. Beväpna Dig Med Vingar
2. Miss Huddinge '72
3. Dansbandssångaren
4. Aldrig Nånsin Komma Ner
5. Nere På Maskinisten

### Side 2
1. Ingen Neråtsång
2. Smaken Av Dig
3. Kriget Med Mig Själv
4. Främling Överallt
5. Axel Landquists Park

### Side 3
1. Låt Dom Regna
2. Kort Biografi Med Litet Testamente
3. Vacker Död Stad
4. St Ana Katedral
5. Samarkanda

### Side 4
1. Ingen Sjunger Blues Som Jeffrey Lee Pierce
2. Rock 'N' Roll E Död
3. Du Ska Va President
4. Fanfanfan
5. Sønder Boulevard

## Medvirkende
- Joakim Thåström, sang, akustisk guitar
- Pelle Ossler, el-guitar, percussion, kor
- Ulf Ivarsson, bas, percussion, kor
- Mikael Nilzén, keyboards,
- Niklas Hellberg: Keyboard, klaver, kor
- Anders Hernestam, trommer, percussion, kor